# Anisacanthus
лат. Anisacánthus от греч. ανισος — неравный и ακανθος — шип) — род цветковых растений семейства Акантовые (Acanthaceae), произрастающих в тропическом и субтропическом поясах центральной и Южной Америки. 

## Ботаническое описание
Многолетние травы с деревянистым основанием стебля или кустарники обычно почти вечнозелёные, или листопадные.
Листья простые, цельные. Цветки от красной до оранжевой расцветки, трубчатые. 

## Виды
По информации базы данных The Plant List, род включает 17 видов:
- Anisacanthus andersonii T.F.Daniel
- Anisacanthus boliviensis Nees
- Anisacanthus brasiliensis Lindau
- Anisacanthus insignis A. Gray
- Anisacanthus linearis (S.H.Hagen) Henrickson
- Anisacanthus malmei Lindau
- Anisacanthus nicaraguensis L.H.Durkee
- Anisacanthus pohlii Lindau
- Anisacanthus puberulus (Torr.) Henrickson & E.J.Lott
- Anisacanthus pumilus Nees
- Anisacanthus quadrifidus (Vahl) Nees
- Anisacanthus ramosissimus (Moric.) V.M.Baum
- Anisacanthus secundus Leonard
- Anisacanthus tetracaulis Leonard
- Anisacanthus thurberi (Torr.) A.Gray
- Anisacanthus trilobus Lindau
- Anisacanthus tulensis Greenm.